# Монте Јота (Козенца)
Монте Јота је насеље у Италији у округу Козенца, региону Калабрија.
Према процени из 2011. у насељу је живело 69 становника. Насеље се налази на надморској висини од 226 м.